# Madge Kennedy
Madge Kennedy (Chicago, 19 april 1891 – Woodland Hills, Los Angeles, 9 juni 1987) was een Amerikaans actrice.
Zij speelde de rol van Mrs. Laydon in de film They Shoot Horses, Don't They? en heeft verder in veel stomme films gespeeld. Ook stond ze diverse keren op Broadway op het podium.
Madge Kennedy was getrouwd met William B. Hanley (onbekend welke jaren) en van 1918 tot 1927 met Harold Bolster.

## Filmografie
- Nearly Married (1917)
- Baby Mine (1917)
- A Perfect Lady (1918)

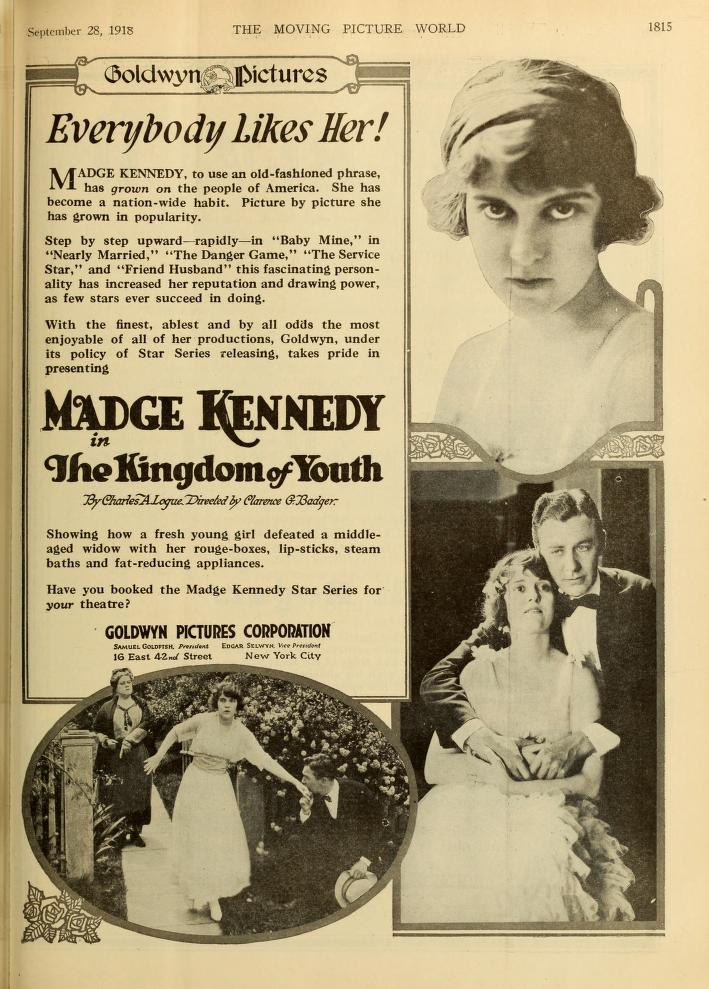
The Kingdom of Youth (1918)

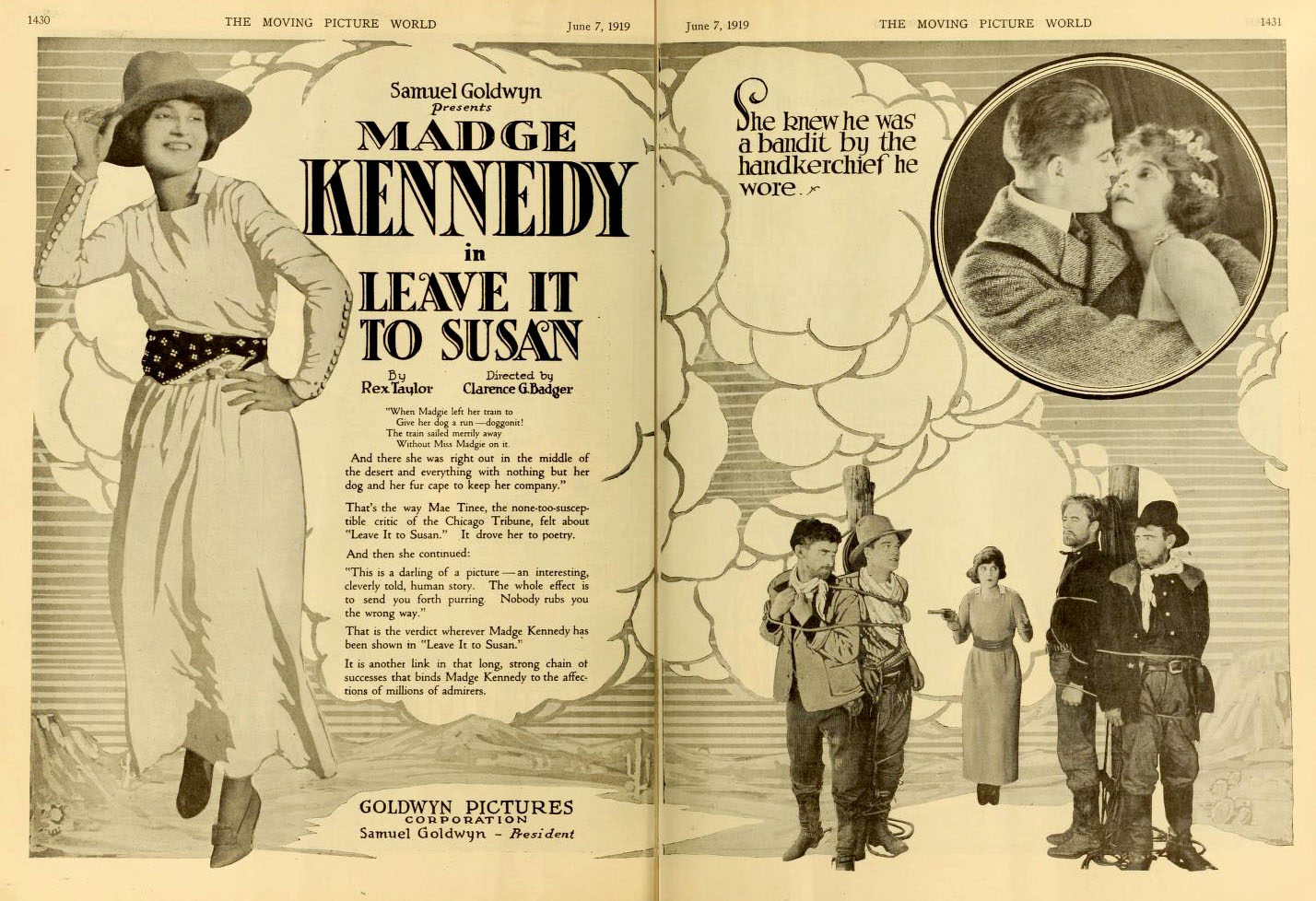
Leave it to Susan (1919)

- Stake Uncle Sam to Play Your Hand (1918)
- The Kingdom of Youth (1918)
- I Friend Husband (1918)
- The Service Star (1918)
- The Fair Pretender (1918)
- The Danger Game (1918)
- Our Little Wife (1918)
- Strictly Confidential (1919)
- Through the Wrong Door (1919)
- Leave It to Susan (1919)
- Daughter of Mine (1919)
- Day Dreams (1919)
- The Truth (1920)
- Dollars and Sense (1920)
- The Blooming Angel (1920)
- Help Yourself (1920)
- Oh Mary Be Careful (1921)
- The Girl with the Jazz Heart (1921)
- The Highest Bidder (1921)
- The Purple Highway (1923)
- Three Miles Out (1924)
- Lying Wives (1925)
- Bad Company (1925)
- Scandal Street (1925)
- Oh, Baby! (1926)
- Walls Tell Tales (1928)
- The Marrying Kind (1952)
- Main Street to Broadway (1953)
- The Rains of Ranchipur (1955)
- Lust for Life (1956)
- The Catered Affair (1956)
- Three Bad Sisters (1956)
- A Nice Little Bank That Should Be Robbed (1958)
- Houseboat (1958)
- North by Northwest (1959)
- Plunderers of Painted Flats (1959)
- Let's Make Love (1960)
- They Shoot Horses, Don't They? (1969)
- The Baby Maker (1970)
- The Day of the Locust (1975)
- Marathon Man (1976)

## Televisieseries
- Studio 57 (1954)
- Schlitz Playhouse of Stars (1954)
- Lux Video Theatre (1954)
- Science Fiction Theatre (1955)
- General Electric Theater (1955)
- Alfred Hitchcock Presents (1956-1961)
- Leave It to Beaver (1957-1963)
- Official Detective (1958)
- The Life and Legend of Wyatt Earp (1960)
- Checkmate (1961)
- The Best of the Post (1961)
- The Alfred Hitchcock Hour (1962)
- The Tall Man (1962)
- The Twilight Zone (1963)
- CBS Playhouse (1967)
- The Odd Couple (1972)